# Gora Zasnezhennaja
Gora Zasnezhennaja (englische Transkription von russisch Гора Заснеженная Gora Sasneschennaja, deutsch ‚Verschneiter Berg‘) ist ein Nunatak im ostantarktischen Mac-Robertson-Land. In den südlichen Prince Charles Mountains ragt er südöstlich des Keyser Ridge auf.
Russische Wissenschaftler benannten ihn.

## Weblink
- Zasnezhennaja, gora im Composite Gazetteer of Antarctica (englisch)